# Linnaea spathulata
Linnaea spathulata är en tvåhjärtbladig växtart som först beskrevs av Sieb. och Zucc., och fick sitt nu gällande namn av Karl Otto Robert Peter Paul Graebner. Linnaea spathulata ingår i släktet linneor, och familjen Linnaeaceae. Inga underarter finns listade i Catalogue of Life.